# Dan Burbank
Daniel Christopher Burbank (Manchester (Connecticut), 27 juli, 1961) is een voormalig Amerikaans ruimtevaarder.
Burbank is kapitein bij de United States Coast Guard. Burbank is de tweede ruimtevaarder, na Bruce Melnick, die afkomstig is van de US Coast Guard.
Hij studeerde aan de Coast Guard Academy. In 1987 rondde hij zijn studie voor piloteninstructeur af. In 1990 behaalde hij een master aan de Embry-Riddle Aeronautical University. In 1996 werd hij door NASA geselecteerd als missiespecialist. Hij vloog twee spaceshuttle-missies: de STS-106 in 2000 en de STS-115 in 2006. In 2006 maakte Burbank een ruimtewandeling van ongeveer 7 uur om werkzaamheden te verrichten aan de zonnepanelen van het Internationaal ruimtestation ISS.
In november 2011 vloog hij opnieuw naar het ISS. Ditmaal met de Russische Sojoez TMA-22. Hij was de bevelhebber van ISS Expeditie 29 en 30. In 2018 verliet hij NASA en ging hij als astronaut met pensioen.